# Луан Кампос
Луа́н де Ка́мпос Кристиа́но да Си́лва (порт.-браз. Luan de Campos Cristiano da Silva; 19 марта 2002, Марилия) — бразильский футболист, полузащитник клуба «Америка Минейро».

## Биография
Родился в городе Марилия, штат Сан-Паулу. Футбольный путь начал в команде родного города, затем на юношеском и молодежном уровне играл за «Палмейрас» и «Америка Минейро». В футболке «Палмейраса» стал лучшим бомбардиром юношеского турнира cruzeiro international cup 2020. В 2023 году проявил себя в юношеском кубке Сан-Паулу. В полуфинале Копиньи отличился хет-триком в воротах «Сантуса», благодаря чему вывел клуб из Минас-Жерайса в финал турнира. Трижды попадал в заявку первой команды на поединки Лиги Минейро и на 1 матч кубка Бразилии, но ни в одном из них на поле не выходил. В молодёжном чемпионате Бразилии в 2023 году сыграл 17 матчей, в которых отличился 9-ю голами и отдал 3 голевых передачи.
18 августа 2023 года арендован с правом выкупа «Портимоненсе». Дебютировал за португальский клуб восемь дней спустя, в ничейном (1:1) выездном матче 3-го тура Примейра-лиги против «Ароки». Луан вышел на поле на 82-й минуте вместо Элиу Варелы. Первым голом во взрослом футболе отличился 28 января 2024 года на 90+5-й минуте победного (4:1) выездного поединка 19-го тура Примейра-лиги против «Боавишты». Кампос вышел на поле на 81-й минуте вместо Элиу Варелы. В сезоне 2023/24 сыграл 18 матчей (в том числе и 2 поединка в плей-офф) чемпионата и отличился 1-м голом, еще 1 поединок провел в кубке Португалии.
8 августа 2024 года перешёл в годовую аренду с правом первоочередного выкупа в «Верес». В футболке ровенского клуба дебютировал 9 августа 2024 года в проигранном (1:2) домашнем поединке 2-го тура Премьер-лиги Украины против киевского «Динамо». Луан вышел на поле на 80-й минуте вместо Александра Мельника.